# آرنو رینه
آرنو رینه (فنلاندی: Aarno Rinne؛ زادهٔ ۱۱ ژوئیهٔ ۱۹۴۱) بازیکن فوتبال اهل فنلاند بود.
وی همچنین در تیم ملی فوتبال فنلاند بازی کرده‌است.